# Rancho Viejo (contea di Cameron, Texas)
Rancho Viejo è un centro abitato degli Stati Uniti d'America, situato nella contea di Cameron dello Stato del Texas.
Il nome della città deriva da un ranch della zona denominato "Rancho Viejo" ("Vecchio Ranch"). Questo ranch era di proprietà di Blas María de la Garza Falcón, il cui nome è stato dato a una diga vicina, la Falcon Dam.

## Geografia fisica
Rancho Viejo è situata a 26°02′18″N 97°33′16″W (26.038219, -97.554392).
Secondo lo United States Census Bureau, ha un'area totale di 2,3 miglia quadrate (6,0 km²), di cui 2,1 miglia quadrate (5,4 km²) di terreno e 0,2 miglia quadrate (0,52 km², 7.05%) d'acqua.

## Società

### Evoluzione demografica
Secondo il censimento del 2000, c'erano 1.754 persone, 705 nuclei familiari, e 511 famiglie residenti nella città. La densità di popolazione era di 832,6 persone per miglio quadrato (321,0/km²). C'erano 1.160 unità abitative a una densità media di 550,6 per miglio quadrato (212,3/km²). La composizione etnica della città era formata dall'87,80% di bianchi, lo 0,51% di afroamericani, lo 0,11% di nativi americani, il 4,33% di asiatici, lo 0,23% di isolani del Pacifico, il 5,13% di altre razze, e l'1.88% di due o più etnie. Ispanici o latinos di qualunque razza erano il 48,00% della popolazione.
C'erano 705 nuclei familiari di cui il 29,5% avevano figli di età inferiore ai 18 anni, il 63,5% erano coppie sposate conviventi, il 6,5% aveva un capofamiglia femmina senza marito, e il 27,4% erano non-famiglie. Il 23,7% di tutti i nuclei familiari erano individuali e il 7,4% aveva componenti con un'età di 65 anni o più che vivevano da soli. Il numero di componenti medio di un nucleo familiare era di 2,49 e quello di una famiglia era di 2,94.
La popolazione era composta dal 23,3% di persone sotto i 18 anni, il 4,4% di persone dai 18 ai 24 anni, il 28,6% di persone dai 25 ai 44 anni, il 26,9% di persone dai 45 ai 64 anni, e il 16,9% di persone di 65 anni o più. L'età media era di 41 anni. Per ogni 100 femmine c'erano 95,8 maschi. Per ogni 100 femmine dai 18 anni in giù, c'erano 94,4 maschi.
Il reddito medio di un nucleo familiare era di 64.038 dollari, e quello di una famiglia era di 73.036 dollari. I maschi avevano un reddito medio pro capite di 61.648 dollari contro i 34.750 dollari delle femmine. Il reddito medio pro capite era di 34.663 dollari. Circa il 6,7% delle famiglie e il 9,7% della popolazione erano sotto la soglia di povertà, incluso il 9,9% di persone sotto i 18 anni e il 7,1% di persone di 65 anni o più.